# Csúbu

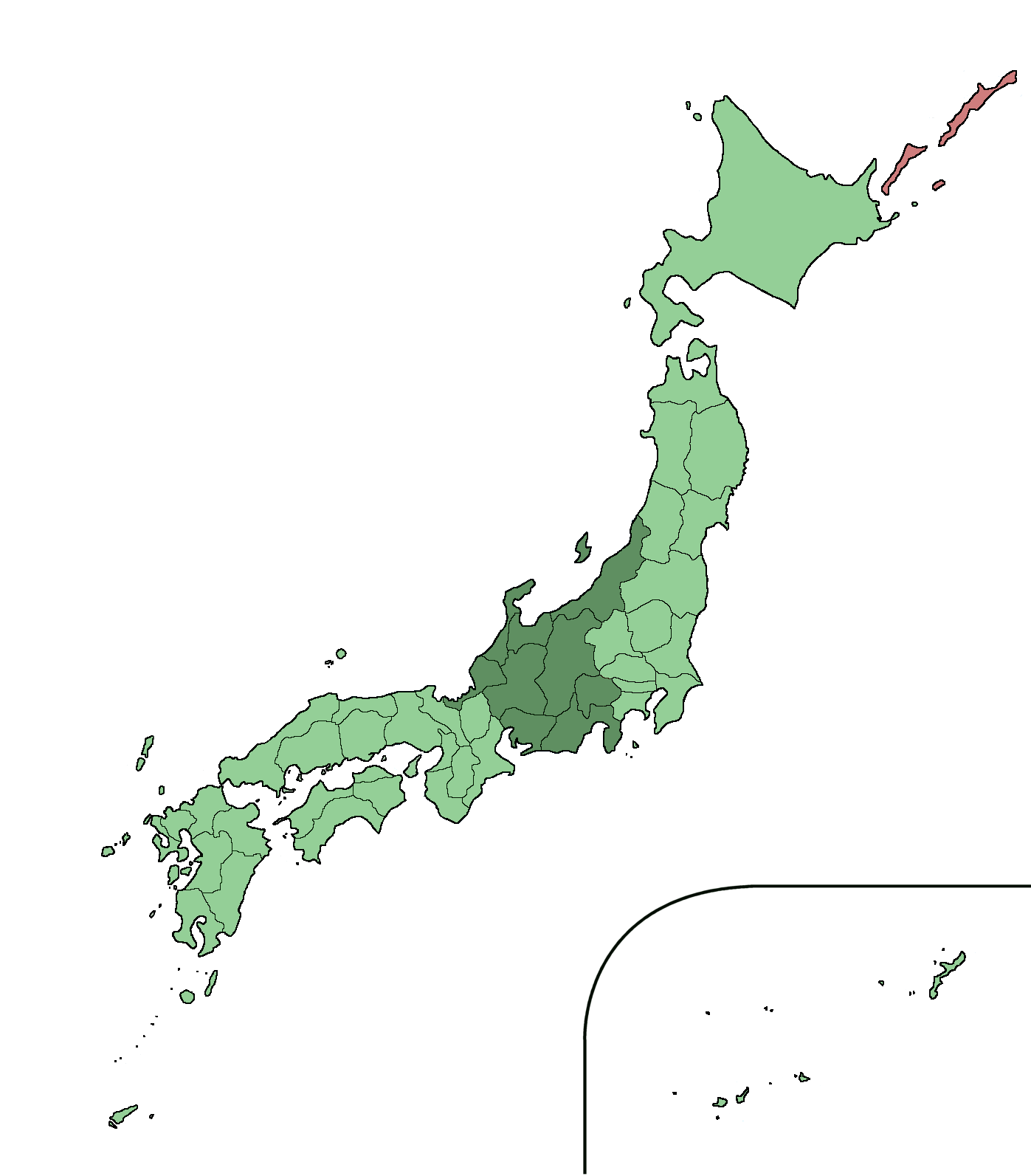
A Csúbu régió fekvése Japánon belül

A Csúbu régió (japánul: 中部地方, Hepburn-átírással: Chūbu-chihō) Japán fő szigetének, Honsúnak középső régiója. 
Három alrégióra osztható
- Hokuriku Északon, a Japán-tenger keleti partján fekszik.
  - Fukui prefektúra
  - Isikava prefektúra
  - Niigata prefektúra
  - Tojama prefektúra

- Kósinecu a középső fennsík
  - Gifu prefektúra
  - Jamanasi prefektúra
  - Nagano prefektúra

- Tókai délen, a Csendes-óceán partján fekszik.

Az alrégiót többféleképpen szokták definiálni a japánok:
1. Aicsi prefektúra, Gifu prefektúra és Sizuoka prefektúra
2. Aicsi prefektúra, Gifu prefektúra és Mie prefektúra
3. Aicsi prefektúra, Gifu prefektúra, Mie prefektúra és Sizuoka prefektúra
4. Aicsi prefektúra, Mie prefektúra és Sizuoka prefektúra,

noha a Mie prefektúra Kanszai régióban fekszik.

## Képek

A Fudzsi hegy